# John Pius Boland
John Mary Pius Boland (ur. 16 września 1870 w Dublinie, zm. 17 marca 1958 w Westminsterze) – irlandzki polityk, medalista olimpijski w tenisie.

## Życiorys
Syn prywatnego przedsiębiorcy, po wczesnej śmierci rodziców jego wychowaniem kierował wuj, pomocniczy biskup Dublina. Boland studiował prawo w Birmingham, Dublinie, na Oksfordzie (Christ's College), a przez pewien czas także na uniwersytecie w Bonn.
W 1896 roku gościł w Atenach na zaproszenie przyjaciela i za jego namową wziął udział w tenisowym turnieju olimpijskim. Boland, zawsze podróżujący z rakietą, okazał się najlepszy w finale gry pojedynczej, pokonując Dimitriosa Kasdaglisa. Irlandczyk zdobył także złoto w grze podwójnej, tworząc parę z Friedrichem Traunem.
Boland ukończył w 1898 roku studia prawnicze i zaangażował się w życie publiczne. W latach 1900–1918 zasiadał w parlamencie brytyjskim, wybrany w jednym z okręgów irlandzkich. Reprezentował nacjonalistyczną Irlandzką Partię Parlamentarną.
W części opracowań statystycznych John Pius Boland figuruje jako mistrz olimpijski z Wielkiej Brytanii, w części jako reprezentant Irlandii.